# Sagebrush Law
Sagebrush Law è un cortometraggio muto del 1917 diretto da James W. Horne.
Il film è l'ultimo della carriera di Knute Rahm, un attore di origine svedese che aveva cominciato a recitare nel cinema nel 1911, lavorando sempre per la Kalem in ruoli di caratterista.

## Produzione
Il film fu prodotto dalla Kalem Company.

## Distribuzione
Distribuito dalla General Film Company, il film - un cortometraggio in due bobine - uscì nelle sale cinematografiche statunitensi il 26 giugno 1917.